# دراز (الأردين)
دراز هي بلدية فرنسية تقع في إقليم الأردين في منطقة غراند إيست. 

## الأماكن والمعالم الأثرية

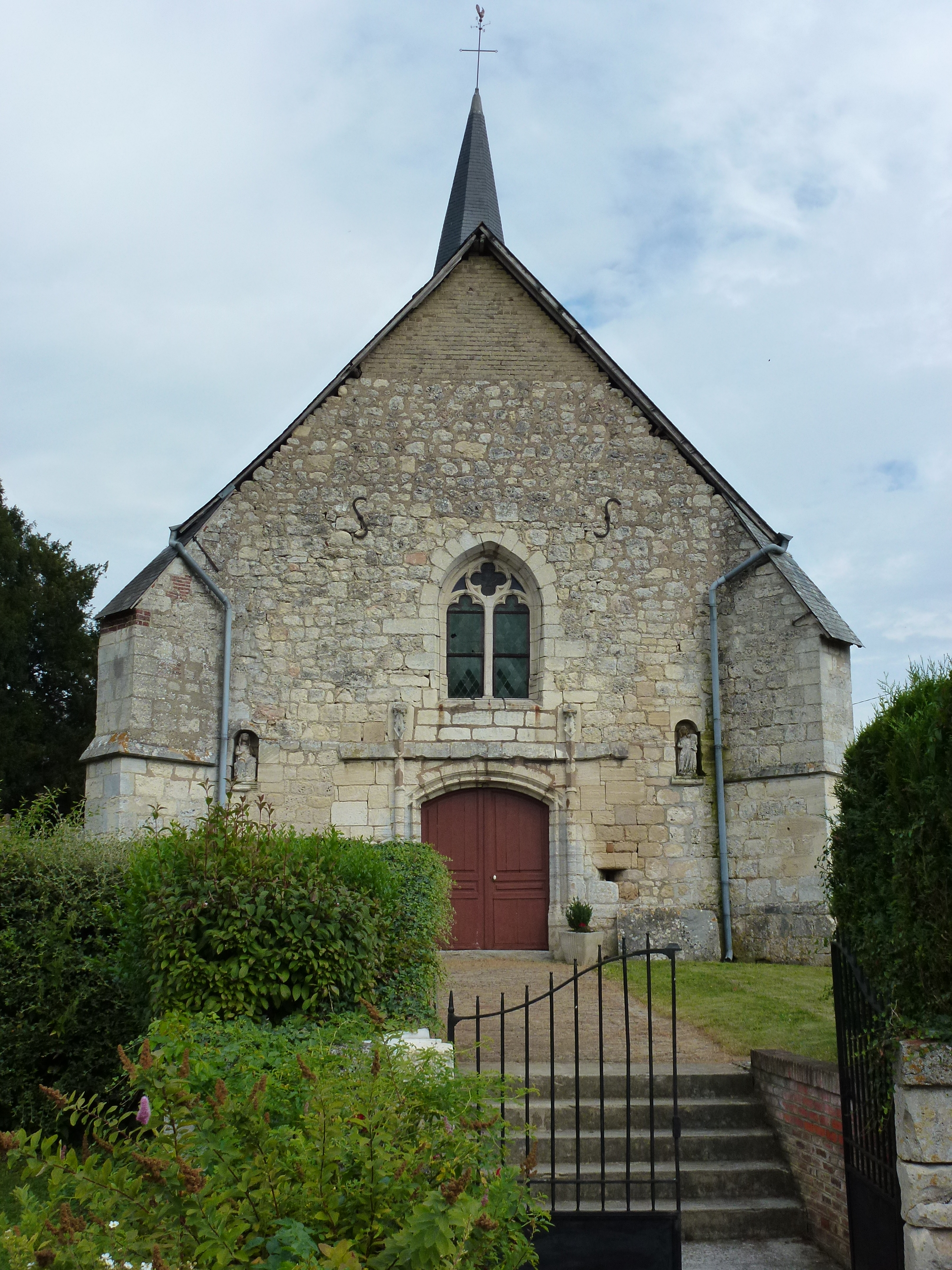
بوابة.
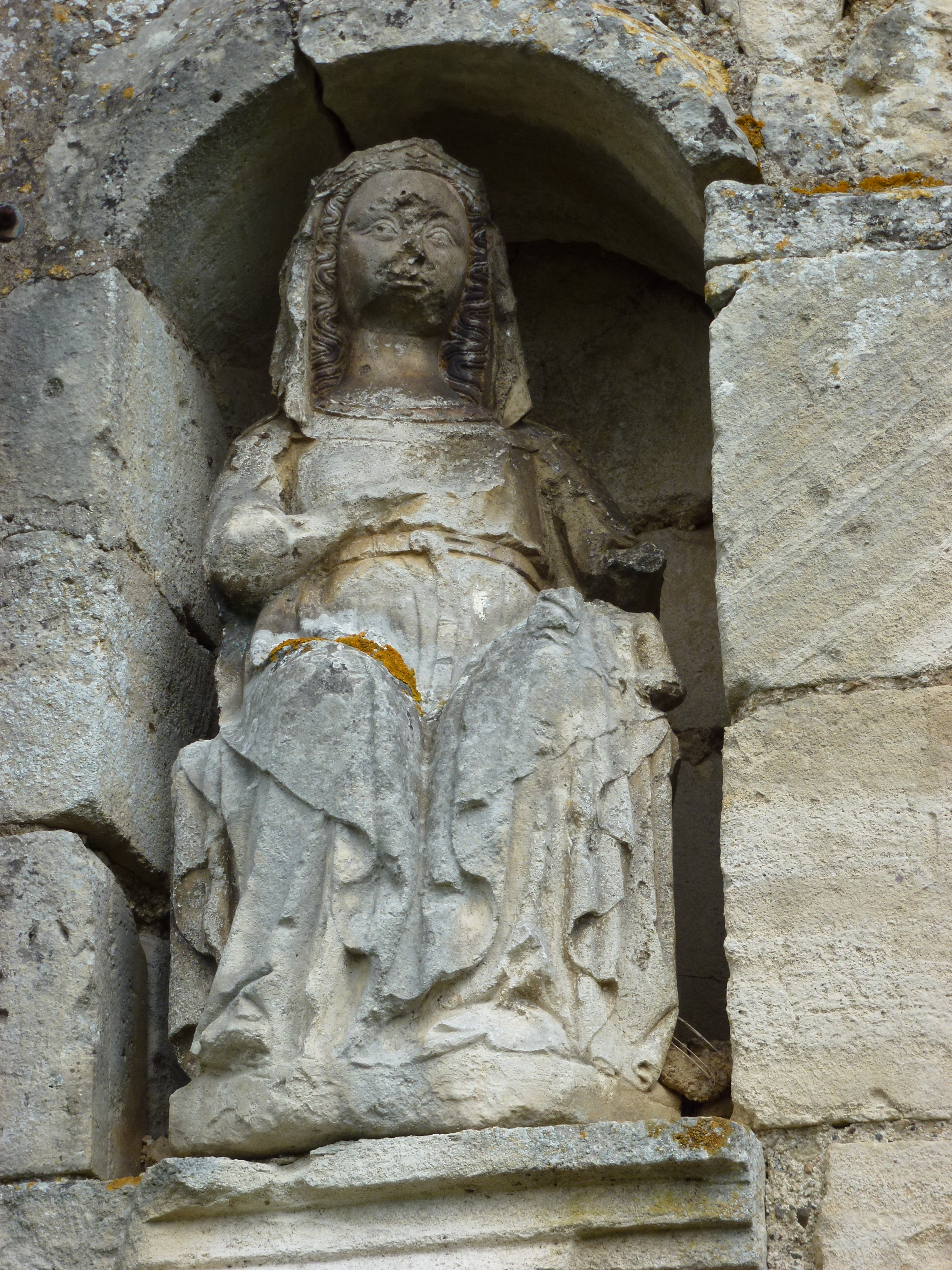
تمثال القديسة حنة.
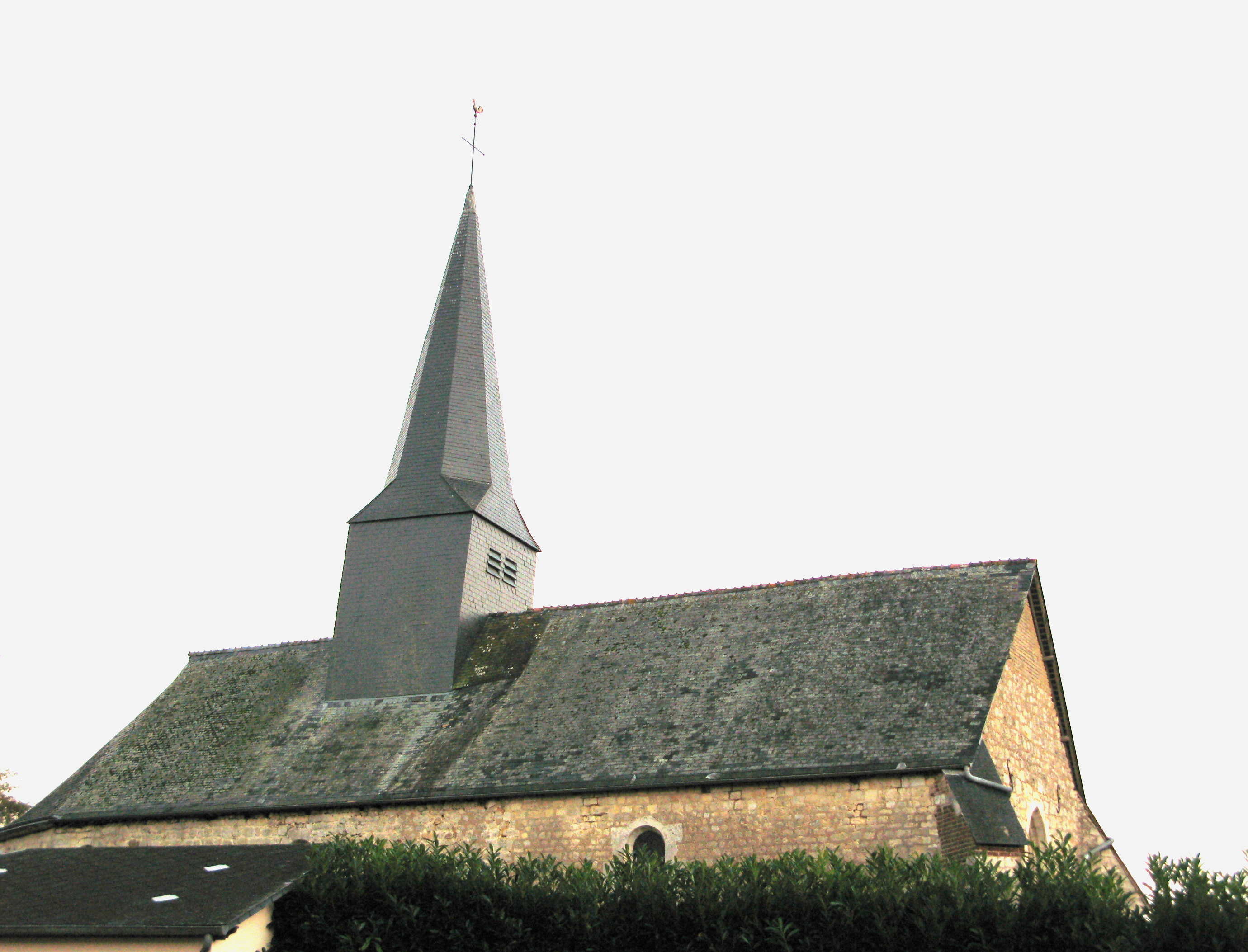
كنيسة الواجهة الشمالية.
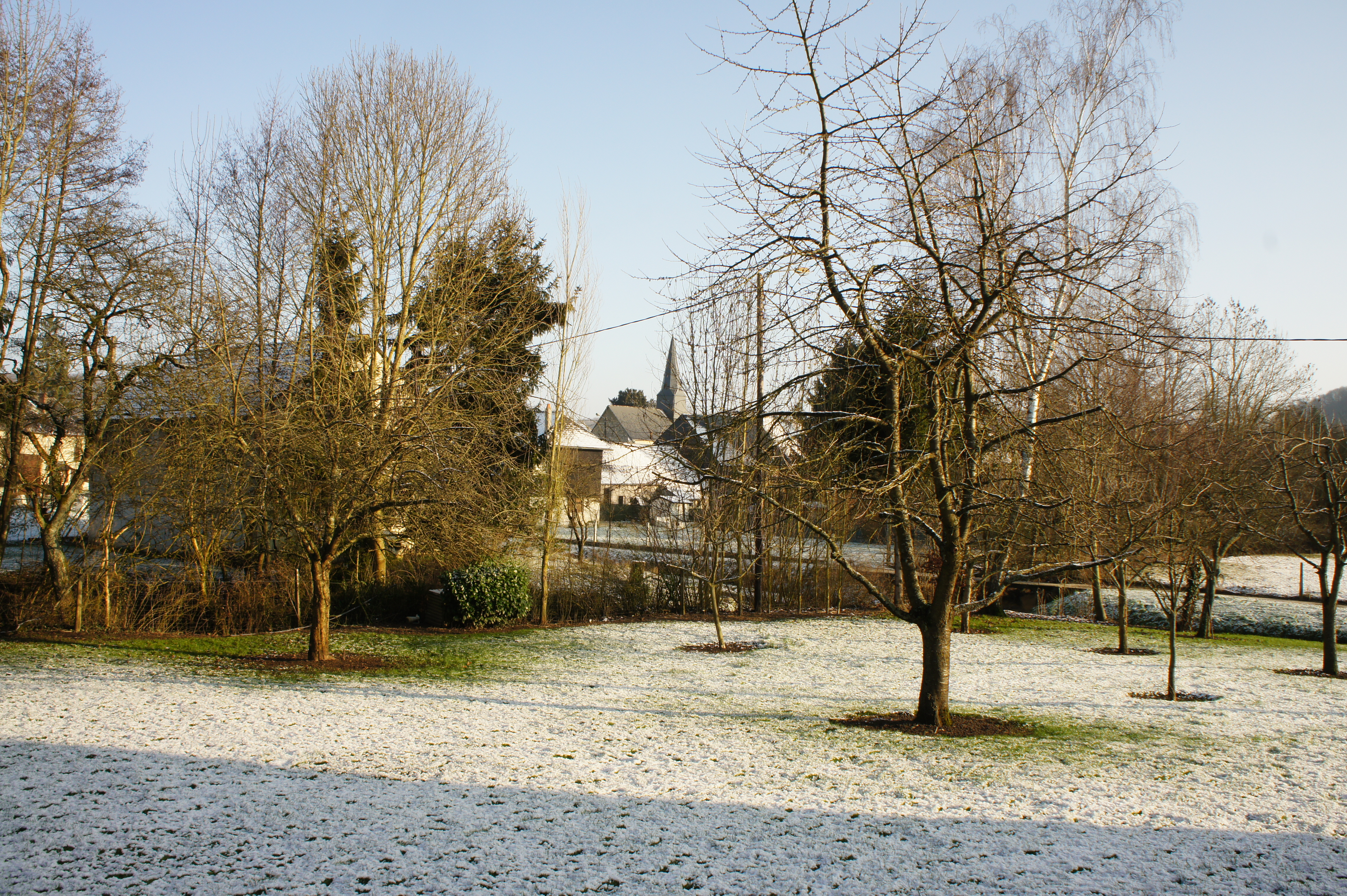
منظر للكنيسة في الشتاء.
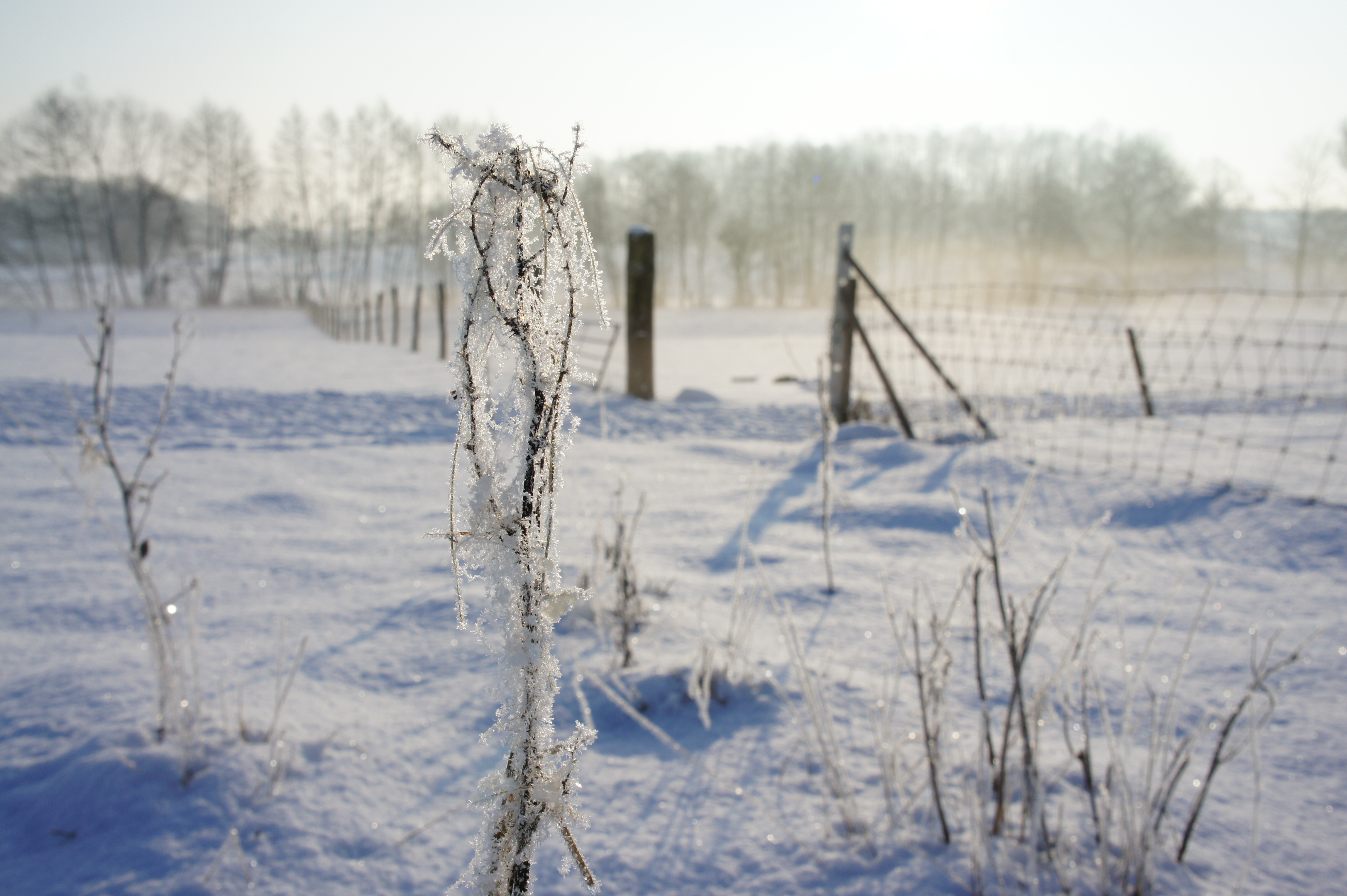
حقل ثلجي في دراز.
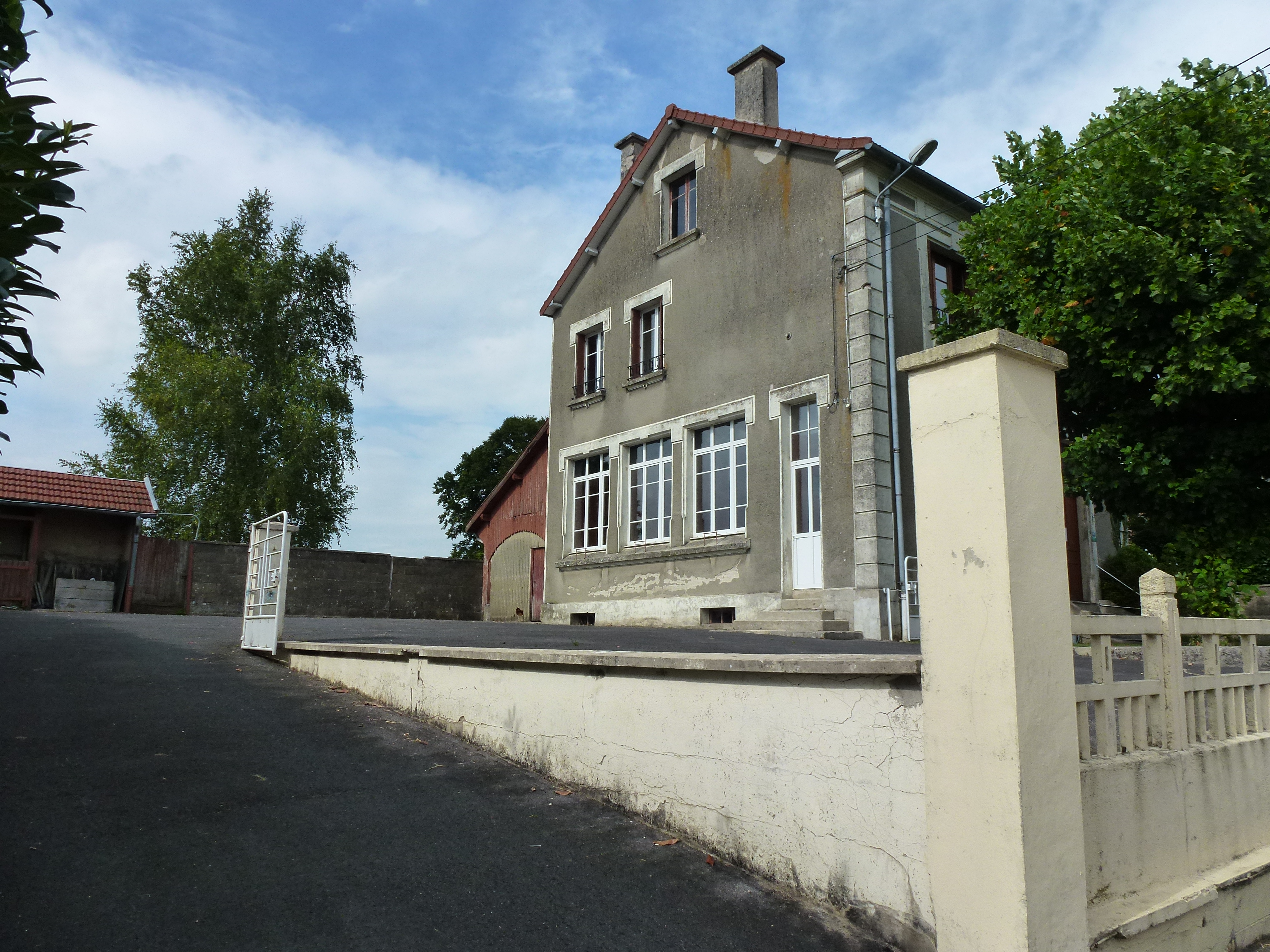
منظر للمدرسة القديمة.
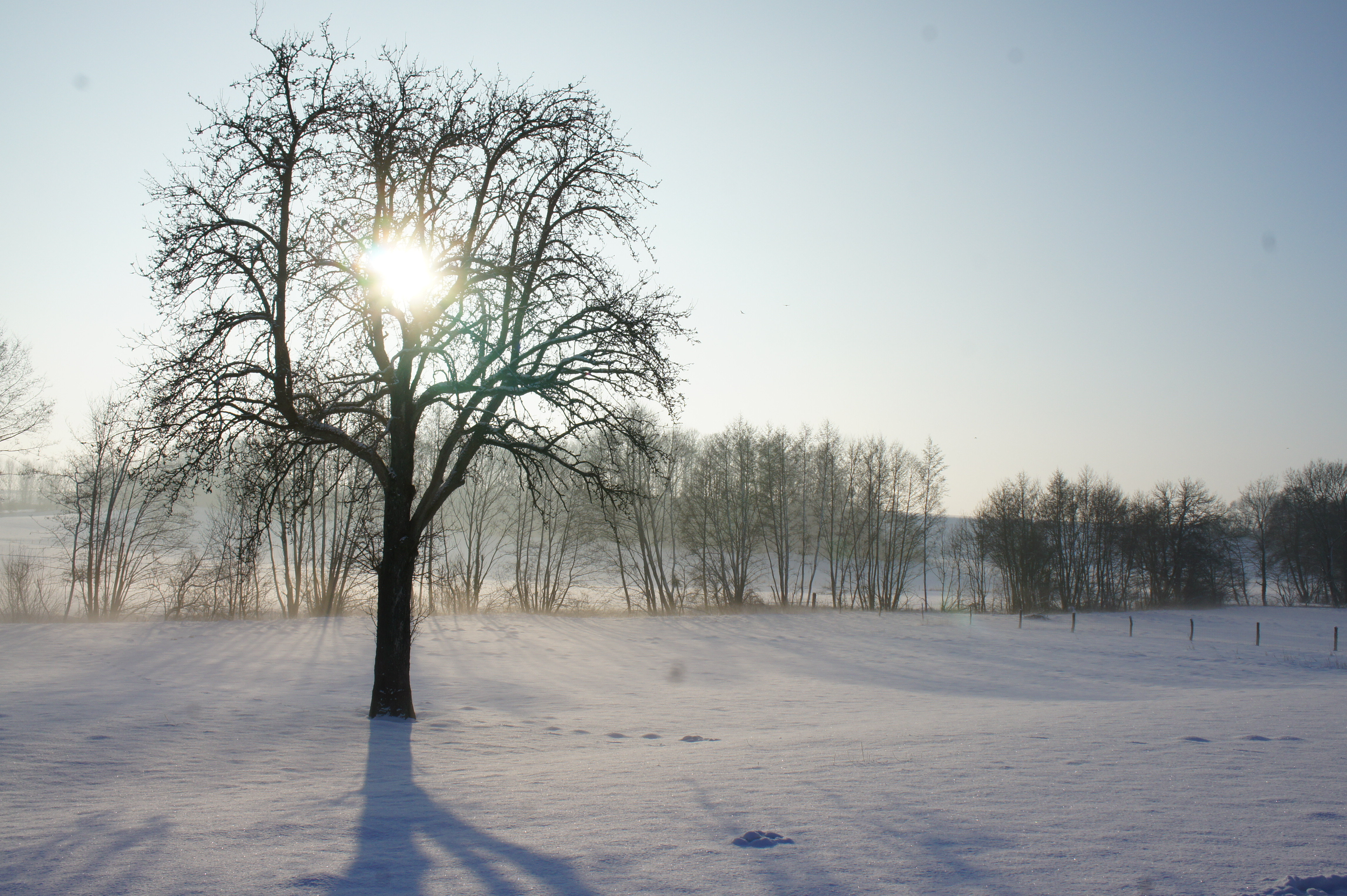
شمس الشتاء في دراز.